# Saint-Georges-des-Agoûts
Saint-Georges-des-Agoûts település Franciaországban, Charente-Maritime megyében. Lakosainak száma 281 fő (2022. január 1.). Saint-Georges-des-Agoûts Saint-Bonnet-sur-Gironde, Saint-Sorlin-de-Conac, Saint-Thomas-de-Conac és Semoussac községekkel határos.

## Népesség
A település népessége az elmúlt években az alábbi módon változott:
| Lakosok száma | 302  | 260  | 243  | 261  | 260  | 277  | 288  | 288  | 286  | 281  |
|               | 1968 | 1982 | 1990 | 2006 | 2013 | 2015 | 2017 | 2019 | 2020 | 2022 |